# Ciaran Mullooly

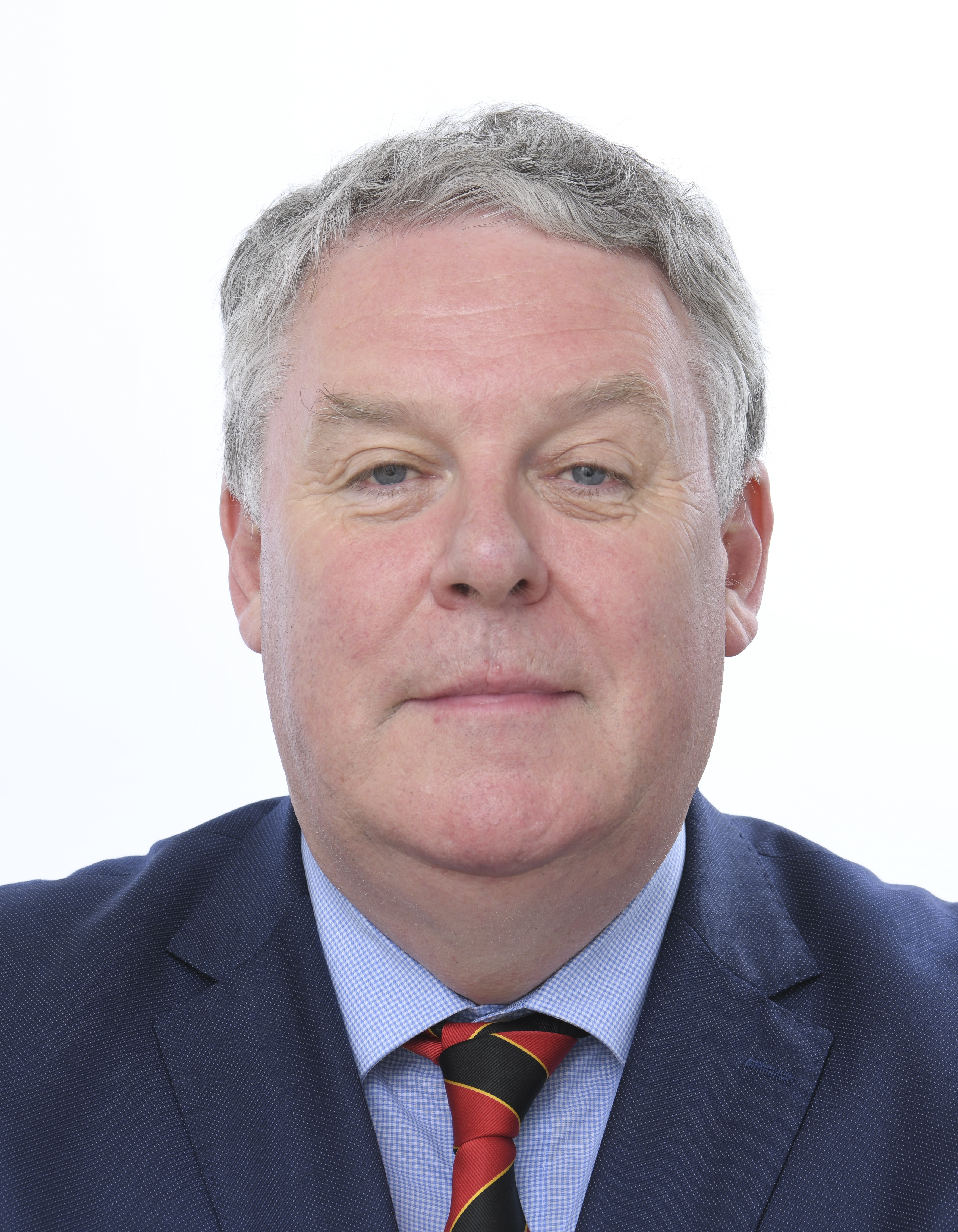
Ciaran Mullooly (2024)

Ciaran Mullooly (* 4. September 1966 im County Longford, Irland) ist ein irischer Journalist und Politiker. Seit dem 16. Juli 2024 ist er Mitglied des 10. Europaparlaments.

## Leben
Mullooly begann seine journalistische Laufbahn im Alter von 17 Jahren 1985 beim Longford Leader, einer örtlichen Wochenzeitung. Im Alter von 20 Jahren wechselte er zum Cavan Leader. 1993 heuerte er dann beim öffentlichen Rundfunk, Raidió Teilifís Éireann (RTÉ) an. Mehr als 26 Jahre arbeitete er als Korrespondent für die Region Midlands. 2021 wechselte er in das Tourismusmarketing des County Longford.
Im April 2024 erklärte er, dass er bei der Wahl zum Europäischen Parlament im Juni 2024 kandidieren würde. Er stützte sich dabei auf die Unterstützung des Teachta Dála Michael Fitzmaurice. Ebenso wie dieser gehört er der 2023 gegründeten Partei Independent Ireland an. Mit einem Anteil von 8,4 % der Erstpräferenzstimmen erhielt er einen Sitz im Wahlkreis Midlands–North-West.
Mullooly lebt in Ballyleague, County Roscommon, und hat mit seiner Frau zwei Kinder.